# Groot-Ljachovski
Groot-Ljachovski (Russisch: Большой Ляховский остров) is het grootste eiland van de Ljachovski-eilanden, die een onderdeel zijn van de Nieuw-Siberische Eilanden. Het eiland is gelegen in de Oost-Siberische Zee en heeft een omtrek van 4600 km². Het hoogste punt is met 270 meter de Emy Tas. De Straat van Dmitri Laptev scheidt het eiland van het vasteland.
Het westelijke schiereiland van Groot-Ljachovski kreeg van kapitein Vladimir Voronin tijdens zijn periode als leider van het poolstation op het eiland de naam Kigiljach naar een grote kigiljach (zuilvormige rots) aldaar.
Sannikovland (spookeiland)